# Nhà máy đóng tàu Dung Quất
Công ty Công nghiệp Tàu thủy Dung Quất (DQS) là đơn vị chủ quản của nhà máy đóng tàu Dung Quất, được Tổng công ty Công nghiệp Tàu thủy (SBIC, tiền thân là Tập đoàn Công nghiệp Tàu thủy Việt Nam - Vinashin) thành lập vào năm 2006.
Thực hiện chủ trương tái cơ cấu Vinashin, từ tháng 7/2010, Vinashin đã bàn giao DQS sang Tập đoàn Dầu khí Việt Nam (Petro Vietnam). Hiện khoảng 1.200 người làm việc ở đây.

## Tình hình tài chính

### Lúc bàn giao
Theo báo cáo tài chính tại thời điểm chuyển giao về Petro Vietnam (30/6/2010), DQS có vốn điều lệ hơn 3.758 tỷ đồng, lỗ luỹ kế 1.235 tỷ đồng và tổng khoản nợ phải trả là 7.440 tỷ đồng, trong đó vay ngân hàng 4.800 tỷ đồng (70% vay bằng ngoại tệ). DQS được đánh giá là mất cân đối về tài chính, không có khả năng thanh toán nợ.

### Sau khi bàn giao
Sau khi nhận bàn giao từ Vinashin, đến nay, Petro Vietnam đã chuyển cho DQS 5.095 tỷ đồng, bao gồm 1.900 tỷ đồng góp vốn điều lệ và 3.104 tỷ đồng để thanh toán nợ. Sau đó PVN thực hiện tái cơ cấu, tinh gọn bộ máy DQS từ 2.500 người xuống còn 1.200 lao động.
Báo cáo tài chính của DQS đến cuối năm 2016 cho thấy kể từ khi tiếp nhận nhà máy đóng tàu Dung Quất về, PVN không những không giảm lỗ mà lỗ phát sinh kể từ tiếp nhận lên tới gần 2.500 tỷ đồng (chủ yếu do các khoản nợ cũ Vinashin với các tổ chức tín dụng phát sinh lãi chồng chất). Không chỉ vốn chủ sở hữu ở DQS bị âm tới 1.152 tỷ đồng, tổng các khoản nợ phải trả của DQS cũng lên tới trên 6.900 tỷ đồng.

### Nợ
DQS có ba khoản vay lớn tại Công ty Tài chính Công nghiệp Tàu thủy (VFC) 490 tỷ đồng, Ngân hàng Phát triển Việt Nam (VDB) 528 tỷ đồng và nhà thầu YMC-Transtech (548 tỷ đồng).
DQS cũng còn nợ phí bảo lãnh Chính phủ đối với khoản vay YMC-Transtech 64,2 tỷ đồng, và khoản đầu tư vào Công ty Cổ phần Đóng mới và sửa chữa tàu dầu khí Nhơn Trạch 119,6 tỷ đồng.

## Tình hình hoạt động
Theo tìm hiểu của Tuổi Trẻ, biện pháp hỗ trợ quan trọng nhất của PVN chủ yếu là giúp DQS được sửa chữa, đóng mới tàu cho các công ty con của PVN. DQS hầu như không có khả năng tìm khách hàng mới. Dẫn tới, dù được đầu tư với công suất đóng mới khoảng 600.000 tấn tàu/năm, nhưng chỉ 30% giá trị tài sản cố định phục vụ sản xuất, còn lại 70% không được sử dụng. Trong khi đó, DQS phải chịu gánh nặng tài chính do có nhiều khoản lỗ, nợ phải trả.
Ngày 12.12.2016, Bộ Công Thương đã báo cáo trình lên Thủ tướng Chính phủ về tình hình Công ty Công nghiệp Tàu thủy Dung Quất (DQS). Bộ cho rằng, trên thực tế, DQS đã lâm vào tình trạng phá sản.
Tuy nhiên, trao đổi với Tuổi Trẻ qua điện thoại ngày 23-5, ông Trần Minh Ngọc, chủ tịch hội đồng thành viên DQS, cho biết: Hiện công ty vẫn đang hoạt động bình thường, dù công việc... khó khăn. Ông Ngọc cho rằng đây là khó khăn chung của ngành đóng tàu thủy chứ không riêng gì DQS. Còn việc thua lỗ, ông Ngọc chỉ nói lỗ đã xảy ra từ lâu, khi tiếp nhận đã thua lỗ nhiều... Ông Ngọc cho biết hiện DQS hoạt động bình thường dù thừa nhận có những thời gian đơn vị phải cho người lao động nghỉ chờ việc. Nếu thị trường xấu quá và các cơ chế không được tháo gỡ, theo ông Ngọc, DQS có thể phá sản nhưng phải chờ kết luận, chưa phải lúc này...

## Nguyên nhân
Theo Bộ Công Thương, tài sản cố định của DQS đa số được đầu tư từ giai đoạn thuộc Vinashin, chưa được quyết toán nhưng đã đưa vào sử dụng và trích khấu hao. Hiệu suất sử dụng tài sản thấp, chỉ đạt 20-30%. Nhiều trang thiết bị không phù hợp, lạc hậu hoặc không đạt chất lượng để tham gia vào quá trình sản xuất, dẫn đến chi phí khấu hao hàng năm của công ty rất lớn.

## Nhân xét
- Theo Kỹ sư Đỗ Thái Bình, Phó chủ tịch Hội Khoa học kỹ thuật Công nghiệp tàu thủy Việt Nam cho rằng, lựa chọn ưu tiên cho phá sản với Công ty TNHH Một thành viên Công nghiệp tàu thủy Dung Quất (DQS) của Bộ Công thương dù đáng hoan nghênh nhưng đã quá muộn. Theo ông Bình, quyết định cho phá sản DQS lẽ ra phải được đưa ra ngay từ khi mới thành lập nhà máy này. "Gốc rễ của vấn đề nằm ở ngay ý tưởng xây dựng DQS thành một nhà máy đóng tàu vĩ đại tầm cỡ của khu vực. Đó là ý tưởng thiếu thực tế, phi thị trường, không phải tư duy của một nhà quản lý." [4]
- TS Ngô Minh Hải, phó chủ nhiệm CLB DNNN, đề nghị cần truy đến cùng và xác định rõ ai sẽ chịu trách nhiệm. Đặc biệt, cần phải đánh giá lại xem PVN đã có phương án gì mà khiến DQS tiếp tục thua lỗ lớn như vậy.[2]
- PGS.TS Nguyễn Văn Nam, nguyên Viện trưởng Viện Nghiên cứu Thương mại cho rằng, Phá sản phải theo cơ chế thị trường, tức là khi một doanh nghiệp không còn đủ năng lực hoạt động thì buộc nó phải xin phá sản.Tuy nhiên, ở Việt Nam, quy trình phá sản một doanh nghiệp đang làm ngược với thế giới. Ông Nam cho biết, nhiều doanh nghiệp yếu kém, thua lỗ kéo dài, điển hình như 12 dự án của Bộ Công thương thay vì phải phá sản thì lại được đổ tiền nuôi tiếp. Cụ thể, với sự tồn tại của Công ty DQS. DQS từ lâu đã bị coi là bi kịch điển hình, đánh dấu sự thất bại hoàn toàn của ngành công nghiệp đóng tàu Việt Nam.Trong lúc thế giới cũng đang phải đối diện với cơn khủng hoảng, quá nhiều tàu đóng mới trong khi công nghiệp tiếp tục suy thoái, hàng loạt đơn đặt hàng bị hủy hay hoãn tiến độ, Việt Nam không nằm ngoài luồng suy thoái đó. Trong lúc đó, ngành đóng tàu Việt Nam giống như những cô gái vừa già, vừa ế, cả chủ nhân lẫn khách hàng đều không cần đến. Ông Nam cho rằng, ngay ở thời điểm đó, DQS đã không cần được giữ lại, nếu cho DQS phá sản có thể ngân sách sẽ cứu vãn được một phần vốn từ tài sản, đất đai... Nhưng thực tế lặp lại, thay vì quyết định cho nó phá sản, người ta lại cố giữ nó, để cuối cùng không những không cứu được mà tiền còn mất nhiều hơn.[5]